# 山谷惠里子
山谷惠里子（戶籍姓名為：小川惠里子，1950年9月19日—），日本女性政治家，自由民主黨黨員。曾任國家公安委員會委員長（第89、90代）。出身於東京都武藏野市。現任參議院議員（當選2期），前任眾議院議員（當選1期）。在自民黨內屬於清和政策研究會（細田派）。
父親是新聞記者山谷親平。在福井縣度過童年，先後就讀於東京都立駒場高等學校、聖心女子大學文學部。大學畢業後在一間出版社工作，後來擔任日本電視台資訊節目《WEEKENDER》的報導員、報紙《產經生活新聞》的編輯長，以及政府宣傳節目的報導員。
1989年獲得民社黨提名參選第15屆日本參議院議員通常選舉，但是落選。2000年再度投身政界，獲得民主黨提名參選第42屆日本眾議院議員總選舉並順利當選。2002年和熊谷弘等人離開民主黨，參加保守新黨。2003年大選山谷不幸落選，保守新黨也併入自民黨，山谷成為自民黨的一員。2004年山谷轉戰參議院，參選第20屆日本參議院議員通常選舉，成功當選並連任至今。
2005年擔任第三次小泉內閣的內閣府大臣政務官；2006年擔任第一次安倍內閣的內閣總理大臣補佐官（教育再生擔當）兼內閣官房教育再生會議擔當室事務局長。山谷長期關注朝鮮綁架日本人問題，現任自民黨治安及恐怖活動對策調査會副委員長、自民黨北朝鮮綁架問題對策本部本部長。
2014年首次入閣，被任命為第二次安倍改造內閣的國家公安委員會委員長兼內閣府特命擔當大臣（防災、綁架問題、國土強韌化、海洋政策、領土問題擔當）。

## 荣誉

### 外国勋章奖章
- 荣誉军团骑士勋章（法国，2022年5月23日于东京颁发[3]）：2019年起，任参议院日法友好议员联盟会长。

## 外部連結
- 山谷惠里子官方網站 （页面存档备份，存于）
- YouTube上的山谷惠里子頻道

| 議會席位                            | 議會席位                                                                  | 議會席位                              |
| ----------------------------------- | ------------------------------------------------------------------------- | ------------------------------------- |
| 前任： 有村治子                     | 參議院環境委員長 2009年—2010年                                            | 繼任： 北川一成                       |
| 官衔                                |                                                                           |                                       |
| 前任： 古屋圭司                     | 國家公安委員會委員長 第89、90代：2014年—2015年                            | 繼任： 河野太郎                       |
| 前任： 古屋圭司                     | 特命擔當大臣（防災） 第24、25代：2014年—2015年                            | 繼任： 河野太郎                       |
| 前任： 木村勉、西銘順志郎、江渡聰德 | 內閣府大臣政務官 與平井卓也、後藤田正純一起 →與平井卓也一起 2005年—2006年 | 繼任： 岡下信子、田村耕太郎、谷本龍哉 |